# Гао
Гао (фр. Gao) је град у западноафричкој држави Мали. Главни је град истоименог региона Гао. Град се налази на левој обали реке Нигер око 320 km југоисточно од Тимбуктуа. Према попису из 2009. у граду је живело 86.633 становника.
Гао је у прошлости био важан трговачки центар. Арапски писци из 9. века описују га као важну регионалну силу. У 13. веку град је био део Малијског царства, да би у 15. веку постао престоница Сонгајског царства. Мароканци су 1591. заузели Сонгајско царство и преместили престоницу у Тимбукту и од тада Гао почиње да губи значај који је имао.
Након избијања Туарешке побуне 2012. град су заузеле снаге Националног покрета за ослобођење Азавада. Побуњеници су прогласили државу Азавад, а Гао је постао њена престоница. Међутим, након Битке за Гао 26. и 27. јуна 2012. град су заузели исламисти који се боре за стварање исламистичке државе и увођење Шеријата у Малију.

## Географија
Гао налази се на источној обали реке Нигер, на раскрсници са Тилемси долином. Он је повезан са главним градом Бамаком на западном крају Малија, са 1200 км асфалтног пута. Вабарија мост је отворен 2006, да би заменои трајект преко реке Нигер. Мост је изградио Кинески државни инжењеринг и финансиран од стране Исламске банке за развој и малијске власти.
Град је стратешки постављена са путним везама (неасфалтираним) у пустињу Кидал региона на северу и до Нијамеја, главном граду Нигера, на југу. Пут на југ иде дуж леве обале реке. Град Ансонго је 103 км удаљен од Гао. Граница са Нигеријом је јужно од села Лабезанга, у дужини од 204 км. Доступне су и сезонске бродске услуге на реци Нигер.

## Партнерски градови
- Тионвил
- Беркли